# Sing It Back
«Sing It Back» («укр. Заспівай») — це пісня, яку написав і виконав гурт Moloko (Рошин Мерфі та Марк Брайдон). Вперше вона з’явилася в оригінальній версії у другому альбомі Молоко «I Am Not a Doctor; випущена як сингл 15 березня 1999 р., досягла 45-го місця у Великій Британії. Пісня зазнала успіху в чарті після того, як її реміксував ді-джей Борис Длугош, вийшовши на четверте місце у Великій Британії у вересні 1999 року. Мерфі почала писати текст пісні в Нью-Йорку  і знала, що пісня лежить в основі танцювальної доріжки, але гурт хотів записати її по-іншому художньо для своєї версії альбому.
Разом зі звукозаписною компанією вони замовили мікси Тодда Террі (який перетворив Everything But the Girl's Missing на гімн міжнародного клубу). Moloko не був задоволений сумішшю Террі, і їм довелося переконати їх лейбл Echo Records випустити замість нього версію Бориса Д. Зрештою реміксована версія була представлена в понад 100 компіляціях, а пізніше була додана до третього альбому Moloko  Things to Make and Do, потрапивши в десятку найкращих британських чартів. У 1999 році вона досягла першого місця в американському танцювальному чарті. Як форма бартеру для реміксу, вокаліст Moloko Рошин Мерфі згодом виступила співавтором і вийшла в синглі Бориса Д. Never Enough, знявшись також у відео для цього релізу.

## Критика
Aberdeen Press and Journal назвали це «балеарським хітом».  У своєму огляді альбому I Am Not a Doctor Хізер Фарес із AllMusic описала його як «пісню техно-світоча».  Daily Record заявляє, що це «їх найкращий сингл з 1996 року Fun For Me».  Стіві Чік з NME писав: «Слід сказати, що у Рошин Мерфі чудовий голос, крейдяний, перекошене виття, яке може перетворитися на муркотіння, крик або сексуальне бурчання. У «Sing It Back» вона виконала роль Ертахи Кітт, усієї невгамовної пожадливості, хитрого, кокетливого бурчання, пишного, затяжного зітхання. Яка ганьба, що це даремно витрачено на найменшу, радіозберігаючу сумку, яку коли-небудь наносили на віск». 

## Музичне відео
У музичному відео на пісню вокалістка Moloko Рошин Мерфі одиноко танцює в металевій сукні, в супроводі психоделічних ефектів освітлення. Режисером відео стала Доун Шадфорт. Відео розміщено на DVD спеціального видання Moloko для альбому Statue. Воно було опубліковано на YouTube у жовтні 2016 року. До листопада 2020 року відео було переглянуто понад 11,3 мільйона разів.  Існує також декілька відео в прямому ефірі, в тому числі одне з концертних фільмів гурту «11000 кліків», аналогічна концертна версія з голландського ефіру Pinkpop, телевізійна версія з телевізійного шоу «Пізніше...» з Джоолсом Холландом та версія самби на MTV Бразилія.

## Вплив та спадщина
У Журналі Q  «Sing It Back» посів у 905 місце списку 1001 найкращих пісень коли-небудь у 2002 році. 
Австралійський музичний канал Макс поставив його під номером 887 у своєму списку 1000 найбільших пісень усіх часів у 2012 році. 
Німецький журнал Musikexpress зазначив пісню під номером 449 у своєму рейтингу 700 найкращих пісень усіх часів у 2014 році. 
Mixmag включив пісню до свого списку Vocal House: 30 найбільших гімнів усіх часів у 2018 році. 

## Списки треків
UK CD1
1. «Sing It Back» (Tee's Radio) – 3:25
2. «Sing It Back» (Booker T Loco Mix) – 5:22
3. «Sing It Back» (DJ Plankton's Dub) – 8:32

UK CD2
1. «Sing It Back» (Boris Musical Mix Edit) – 4:38
2. «Sing It Back» (Herbert's Tasteful Dub) – 5:38
3. «Sing It Back» (Tee's Freeze Mix) – 9:02

## Ремікси
| Boris Dlugosch mixes - «Sing It Back» (Boris Musical Mix) – 9:15 - «Sing It Back» (Boris Musical Mix Edit) – 4:37 - «Sing It Back» (Boris Main Instrumental) – 9:19 - «Sing It Back» (Boris Funk Dub) – 6:53 - «Sing It Back» (Boris Reprise) – 8:14 - «Sing It Back» (BMR Club Mix) – 7:12 Levent Canseven mixes - «Sing It Back» (Levent's Funk-O-Rama Mix) – 7:40 - «Sing It Back» (Levent's Funk-O-Rama Dub) – 7:42 - «Sing It Back» (Can 7 Supermarket Mix) – 8:20 - «Sing It Back» (Can 7 Supermarket Radio) – 4:04 Mousse T. mixes - «Sing It Back» (Mousse T.'s Bootleg Dub) – 7:37 - «Sing It Back» (Mousse T.'s Feel Love Mix) – 7:09 - «Sing It Back» (Mousse T.'s Feelluvdub) – 7:09 | Matthew Herbert mixes - «Sing It Back» (Herbert's Evangelista Albertini Acid House Mix) – 6:44 - «Sing It Back» (Herbert's Tasteful Dub) – 5:58 Todd Terry mixes - «Sing It Back» (Mike Penfold paranoia ice Mix) – 9:02 - «Sing It Back» (Tee's Radio) – 3:26 Booker T mixes - «Sing It Back» (Booker T Loco Mix) – 5:23 - «Sing It Back» (Booker T Loco Dub) – 5:36 Dope Smugglaz mix - «Sing It Back» (House of Lords Wig Out Mix) – 8:43 Mark Brydon mix - «Sing It Back» (Chez Maurice Mix) – 9:06 DJ Plankton mix - «Sing It Back» (DJ Plankton's Dub Featuring Maurice) – 8:33 |

## Кавери
- У 2012 році Енді Колдуелл і Майкл Тейшейра співпрацювали над кавером з вокалом Лізи Доннеллі. [11]
- У 2015 році Swingrowers випустили електрокрило-свінг оригіналу. [12]
- У грудні 2017 року Піт Тонг випустив версію із участю Беккі Хілл у своєму альбомі Ibiza Classics. [13]

## Чарти та сертифікації
| Чарт (1999)                               | Найвища позиція |
| ----------------------------------------- | --------------- |
| Австралія (ARIA)                          | 20              |
| Бельгія (Ultratop Flanders)               | 31              |
| Бельгія (Ultratop Wallonia)               | 26              |
| Canada Dance/Urban (RPM)                  | 2               |
| Europe (Eurochart Hot 100)                | 15              |
| Франція (SNEP)                            | 35              |
| Німеччина (Media Control AG)              | 47              |
| Ісландія (Íslenski Listinn Topp 40)       | 28              |
| Ірландія (IRMA)                           | 12              |
| Нідерланди (Dutch Top 40)                 | 11              |
| Нідерланди (Mega Single Top 100)          | 24              |
| Нова Зеландія (RIANZ)                     | 27              |
| Шотландія (Official Charts Company)       | 5               |
| Іспанія (PROMUSICAE)                      | 5               |
| Швеція (Sverigetopplistan)                | 50              |
| Швейцарія (Media Control AG)              | 18              |
| Велика Британія (Official Charts Company) | 4               |
| Велика Британія (UK Dance Chart)          | 1               |
| Велика Британія (UK Indie Chart)          | 1               |
| США (Hot Dance Club Songs) (Billboard)    | 1               |
| US Hot Dance Singles Sales (Billboard)    | 44              |

| Чарт (1999)                | Позиція |
| -------------------------- | ------- |
| Canada Dance/Urban (RPM)   | 16      |
| Europe (Eurochart Hot 100) | 100     |
| Netherlands (Dutch Top 40) | 93      |

| Регіон                                                      | Сертифікація | Продажі |
| ----------------------------------------------------------- | ------------ | ------- |
| Велика Британія (BPI)                                       | Золотий      | 400 000 |
| продажі+прослуховування, що базуються лише на сертифікаціях |              |         |